# لوکاس جانسون
لوکاس جانسون (انگلیسی: Lucas Janson؛ زادهٔ ۱۶ اوت ۱۹۹۴) بازیکن فوتبال اهل آرژانتین است.
از باشگاه‌هایی که در آن بازی کرده‌است می‌توان به باشگاه فوتبال اتلتیکو تیگره اشاره کرد.